# Paul Desgrand
Paul Desgrand est un chef d'entreprise, marchand fabricant et notable lyonnais d'origine ardéchoise né le 10 juillet 1799 à Annonay et mort le 25 avril 1878 à Montcellard, commune de Tassin. Lié à un solide réseau d'entrepreneurs ardéchois, dont les frères Seguin, il dirige et développe l'entreprise lyonnaise de commerce de produits textiles (coton, laine, soie, peaux) Desgrands père & fils. Il diversifie ses activités en investissant dans la sidérurgie puis dans le commerce lointain de la soie asiatique.  
Politiquement libéral, cofondateur du quotidien Le Salut public, Desgrand devient un notable lyonnais, châtelain de Montcellard dans la commune de Tassin. Il occupe des fonctions importantes au Tribunal de commerce, à la Chambre de commerce et à la succursale de la Banque de France à Lyon. 

## Biographie

### Des notables ardéchois du textile
Paul Desgrand est issu d'une famille de marchands de draps installés à Annonay depuis le milieu du XVIIIe siècle. Elle fait partie du petit monde des notables de cette ville depuis le grand-père de Paul, Jean-Baptiste Desgrand (1720-1812), qui est le fondateur de leur entreprise de négoce de cotonnades et de draps, Desgrands père & fils. Lui succède le père de Paul, Jean-Baptiste II (1763-1827). L'entreprise est alors implantée à l'échelle régionale, mais développe un réseau qui va de Londres à Mulhouse. La fortune de Jean-Baptiste II est importante, dépassant en 1806 les 400 000 francs-or. La famille Desgrand est alliée aux autres familles de la bourgeoisie ardéchoise, les Seguin, les Duret, les Béchetoille, etc..
Paul Desgrand est le quatrième enfant, sur six, de Jean-Baptiste II Desgrand et de sa femme Henriette Béchetoille (1765-1839). Il a pour frères et sœur :
- Jean-Antoine Desgrand (1792-1873), hussard de la Garde, qui épouse en 1797 sa cousine Cécile Desgrand ;
- Jean-Baptiste III Desgrand (1793-1857), avocat et juge de paix, qui épouse en 1817 sa cousine Thérèse Béchetoille ;
- Henri Desgrand (1793-1866), médecin, qui épouse en 1828 Amélie Bollon de Clavières ; il est un ami de Marc Seguin ;
- Thérèse Desgrand (1803-1879), qui épouse en 1825 Vincent Mignot, marchand drapier ;
- François Desgrand (1808-1883), fabricant de soieries, qui épouse en 1840 Delphine Sargnon[Kl 3].

### Un jeune entrepreneur et ses réseaux

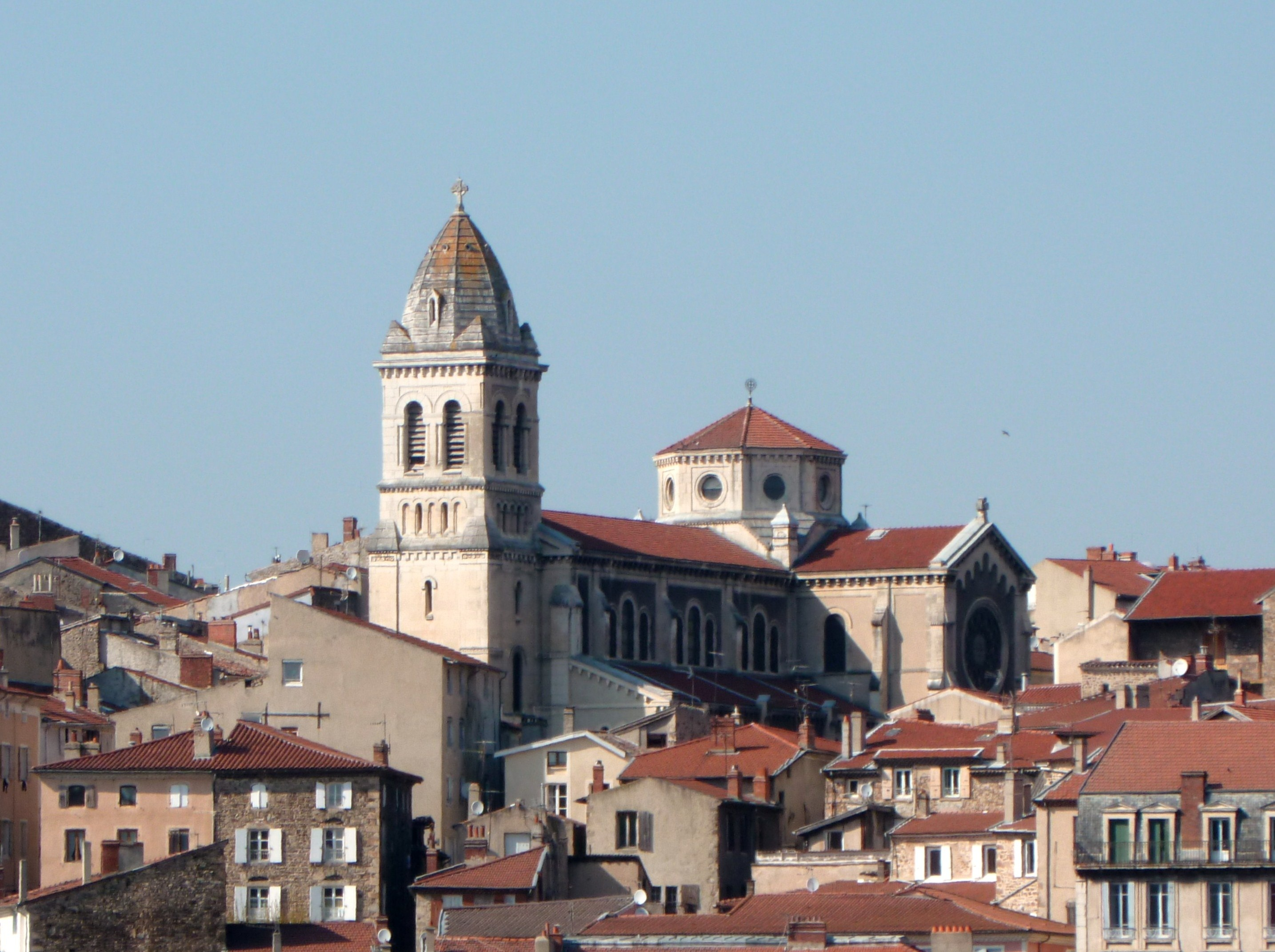
Annonay, église Notre-Dame

Paul Desgrand et ses frères sont envoyés par leur père étudier à Paris. Ils sont en pension et Boissy d'Anglas, ami de la famille, les introduit dans la bonne société. Paul Desgrand retrouve lors de ses études parisiennes d'autres jeunes bourgeois ardéchois, comme les frères Seguin ou les Montgolfier et il s'y constitue un réseau. La tradition d'études dans les grands collèges parisiens est alors bien établie dans la bourgeoisie manufacturière d'Annonay. 
À la chute de Napoléon, il revient à Annonay terminer ses études puis part en 1815, en compagnie de son frère Henri et des frères Seguin, en tournée commerciale, qui est aussi un voyage de formation des jeunes entrepreneurs. Ils visitent les manufactures textiles de Belgique et du Nord de la France.

Plan de Lyon et ses environs en 1834

En 1817, Paul Desgrand entre dans l'entreprise familiale et s'y retrouve seul, ses frères choisissant d'autres voies. Il transplante le commerce textile familial dans une ville plus peuplée, à Lyon, où il s'installe à 20 ans, aidé à ses débuts par d'autres membres de sa famille qui y sont déjà et sous la tutelle lointaine de son père, qui lui offre des capitaux. Les liens d'affaires avec les frères Seguin se renforcent : ainsi, en 1820, leur compte avec l'entreprise Desgrands père & fils atteint 90 000 francs.
Paul Desgrand épouse en 1828 Julie Sargnon (1811-1876). Elle est la fille d'un riche négociant et industriel textile d'Amplepuis, Jean-Marie Sargnon, ami du père de Paul. Elle est aussi la belle-sœur de Paul Seguin. La sœur de Julie, Delphine Sargnon, épouse plus tard le frère de Paul, François Desgrand. Le père de Paul Desgrand avait déjà noué des liens avec les industriels textiles de Mulhouse, les Koechlin et les Dolfuss.

### Textile et sidérurgie
En 1828, Paul Desgrand inaugure une agence à Vienne pour y acheter la laine produite dans les Alpes, alors que son entreprise travaille déjà avec les industries du coton. De même, il est présent dans la vente de soieries. Il s'agit donc d'une diversification : Desgrands père & fils achète aux marchands-fabricants et revend du coton, de la laine et de la soie, mais aussi des peaux de chevreaux pour l'industrie du cuir. L'entreprise est également présente à Marseille, pour y acheter peaux et laines transportées de la Méditerranée orientale.
Au début des années 1830, Paul Desgrand investit dans l'entreprise sidérurgique du Creusot : avec différents partenaires, il avance la paie hebdomadaire des ouvriers et participe ainsi à l'achèvement, par les frères Seguin, du chemin de fer Lyon-Saint-Étienne. Ensuite, il acquiert des intérêts dans les forges d'Alès et il mobilise ses réseaux familiaux pour leur garantir des débouchés. Ces deux affaires sidérurgiques lui procurent de solides bénéfices.
Dans les années 1840-1850, après avoir ouvert des succursales à Paris et à Reims, un des principaux centres du marché français de la laine, Paul Desgrand organise l'importation des laines d'Europe orientale, d'Afrique du Nord, du Levant, d'Argentine, d'Afrique du Sud, d'Australie. Pour cela, il est en relation avec un cousin installé à Londres, où il ouvre un comptoir.

### Une spécialisation progressive dans la soie

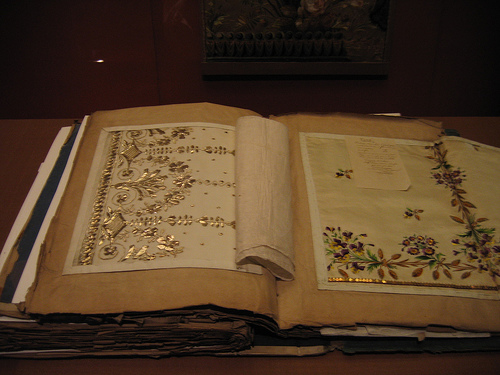
Catalogue de motifs de soies, musée des Tissus de Lyon

Comme d'autres négociants lyonnais, il participe à partir des années 1850 au développement du commerce de la soie en faisant installer des filatures en Syrie et envoyer à Marseille des grèges et des cocons de soie. Sans abandonner totalement ses affaires dans le coton, la laine et les peaux, il se spécialise progressivement dans le commerce de la soie.

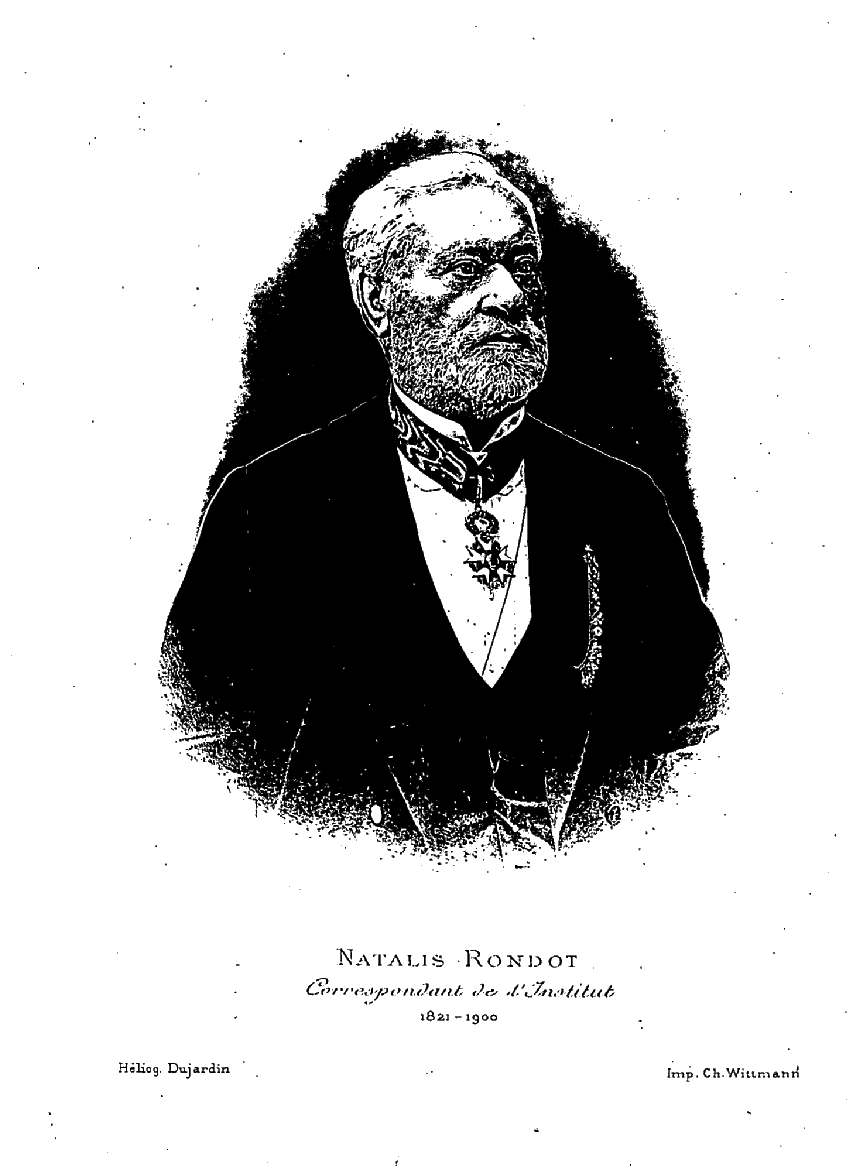
Natalis Rondot

La pébrine, maladie épizootique des vers à soie, ravage alors la sériciculture française, dont la production s'effondre des trois quarts. Avec l'appui de Natalis Rondot, commerçant grand connaisseur de la Chine depuis qu'il y a participé à une mission commerciale en 1843-1844, Desgrand organise l'importation en droiture, sans passer par Londres, de soies grèges chinoises. Il est alors un pionnier et ses affaires prennent une ampleur considérable : le chiffre d'affaires de la maison Desgrands père & fils passe de 12 millions en 1853 à 28 millions en 1856. Les soyeux lyonnais vont ensuite développer le négoce de la soie d'Asie orientale. Toutefois, malgré les efforts de Paul Desgrand pour organiser ce trafic par Marseille, c'est toujours le passage par Londres qui prime.
Les liens avec Natalis Rondot sont renforcés par le mariage de celui-ci, en 1854, avec la sœur de Jules Bizot, gendre de Paul Desgrand. Pourtant, s'estimant trop peu payé, Natalis Rondot quitte le conseil d'administration de la société et passe à la concurrence. C'est une catastrophe pour la maison Desgrand, qui, dans les années 1860, se retrouve marginalisée dans le commerce lyonnais de la soie chinoise.  
Après avoir échoué à organiser un commerce de coton et de soie à partir de la Cochinchine dont la colonisation par la France commence, Paul Desgrand se tourne vers le Japon, avec qui les pays occidentaux, dont la France, signent des traités commerciaux en 1858. Ici, ses intermédiaires sont un lointain cousin ardéchois, l'ingénieur polytechnicien Léonce Verny, avec qui il n'est pas en contact direct, et un autre ingénieur, des mines, François Coignet. Mais les projets de Desgrand au Japon échouent également. 

### Un notable lyonnais libéral
En 1830, Paul Desgrand achète le domaine de Montcellard, sur la commune de Tassin, près de Lyon. Par des achats successifs, il constitue une propriété d'une trentaine d'hectares où il fait construire, par son neveu l'architecte Pierre-Julien Pascal, une maison de maître d'une vingtaine de pièces sur trois niveaux, meublée d'objets d'art et abritant une bibliothèque de plus de 3 000 livres, principalement des ouvrages de littérature, d'histoire, de droit et de sciences.  

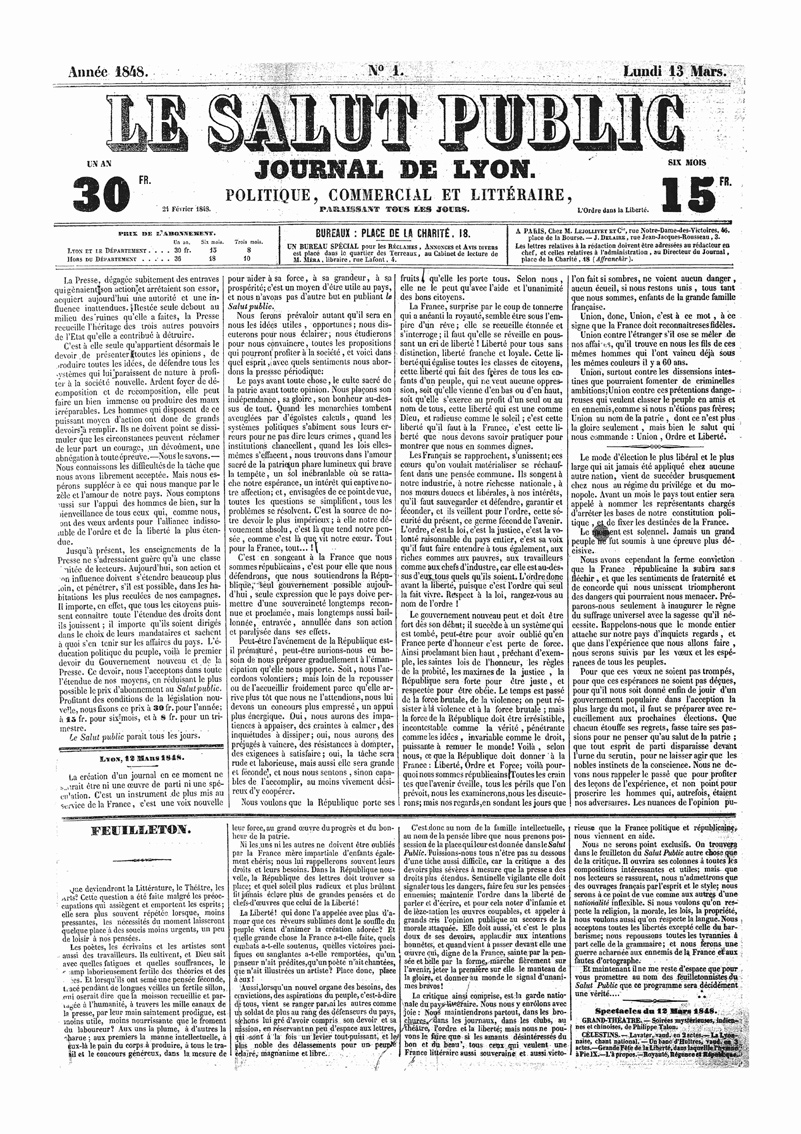
Le Salut public, n°1, 13 mars 1848

Comme tout bourgeois de son milieu, Desgrand participe à des bonnes œuvres. Il administre le Dispensaire de Lyon et finance des écoles primaires. Il est membre de la Garde nationale de Lyon. Son accession à la notabilité est graduelle : si, en 1840, on lui refuse encore un siège au Conseil d'administration des Hospices civils de Lyon, il est, dès les années 1830, juge au Tribunal de commerce. 
En 1848, avec plusieurs associés, Desgrand fonde à Lyon un quotidien du soir, libéral, Le Salut public, qui existera jusqu'en 1944. La même année, il entre à la Chambre de commerce. Il y sera réélu jusqu'en 1865. Toujours en 1848, il devient administrateur de la succursale de la Banque de France à Lyon. Autre indice de notabilité, Paul Desgrand intègre différentes sociétés savantes lyonnaises, la Société linnéenne de Lyon (en 1860), la Société de géographie de Lyon (dont il est membre fondateur en 1873) et l'Association lyonnaise des amis des sciences naturelles. La Société linéenne de Lyon publie en 1879, l'année suivant son décès, une notice qui lui est consacrée, en forme d'éloge funèbre. 
Paul Desgrand est un libéral, attaché aux principes de 1789. Pour lui, le type de régime politique importe moins que l'intangibilité de la propriété, qui consacre les notables dont il fait partie. Il est marqué par le saint-simonisme et le catholicisme social et rejette la lutte des classes.
Après le décès en bas âge d'un garçon, Paul Desgrand et Julie Sargnon n'ont qu'un enfant qui survit, une fille, Sophie Desgrand, née en 1830. Sa position d'héritière attire plusieurs prétendants ; avant qu'elle épouse, le 9 novembre 1853, l'agent de change et notable lyonnais Jules Bizot.

### Retiré à Montcellard
La mort de sa fille Sophie à 31 ans, en 1861, des suites d'une longue maladie et le remariage de son gendre trois ans après affectent beaucoup Paul Desgrand, qui réduit peu à peu les activités de son entreprise. En 1871, il abandonne toutes ses affaires et se retire dans son domaine de Montcellard, où il pratique l'horticulture, faisant créer par l'horticulteur Jean Liabaud une rose qui porte son nom, Paul Desgrand.  
Sa femme Julie meurt en 1876. Il fait bâtir une chapelle à Montcellard, dédiée à sainte Sophie et à sainte Julie, patronnes de sa fille et de sa femme. Au milieu de ses collections, il est un vieil homme peu sociable et irascible. Il meurt le 25 avril 1878 et il est inhumé à Lyon. Ses biens vont à ses deux petites-filles, Pauline-Berthe Bizot et sa sœur Victoire-Julie Bizot.